# Rally El Corte Inglés de 1993
El Rally El Corte Inglés de 1993, oficialmente 17.º Rally El Corte Inglés, fue la decimoséptima edición, la sexta cita de la temporada 1993 del Campeonato de Europa de Rally y la primera de la temporada 1993 del Campeonato de España de Rally. Se celebró del 26 al 27 de marzo y contó con un itinerario de veinticinco tramos que sumaban un total de 314 km cronometrados.

## Itinerario
| Día   | Tramo | Nombre                              | Distancia | Hora  | Ganador                        |
| ----- | ----- | ----------------------------------- | --------- | ----- | ------------------------------ |
| Día 1 | TC1   | A1-Teror (Hitachi)                  | 11.49 km  | 09:50 | Ricardo Avero                  |
| Día 1 | TC2   | B1-Azuaje (Electrodomésticos Bosch) | 6.69 km   | 10:20 | Gustavo Trelles                |
| Día 1 | TC3   | C1-Moya (Granini)                   | 9.50 km   | 10:55 | Gustavo Trelles Luis Monzón    |
| Día 1 | TC4   | D1-Fontanales (Relojes Racer)       | 15.03 km  | 11:25 | Gustavo Trelles                |
| Día 1 | TC5   | E1-Monte Gusano (J. S. P.)          | 13.80 km  | 12:05 | Gustavo Trelles                |
| Día 1 | TC6   | A2-Teror (Hitachi)                  | 11.49 km  | 12:55 | Gustavo Trelles Enrico Bertone |
| Día 1 | TC7   | B2-Azuaje (Electrodomésticos Bosch) | 6.69 km   | 13:25 | Gustavo Trelles                |
| Día 1 | TC8   | C2-Moya (Granini)                   | 9.50 km   | 13:25 | Enrico Bertone                 |
| Día 1 | TC9   | D2-Fontanales (Relojes Racer)       | 15.03 km  | 15:05 | Gustavo Trelles Enrico Bertone |
| Día 1 | TC10  | E2-Monte Gusano (J. S. P.)          | 13.80 km  | 15:45 | José Mari Ponce                |
| Día 1 | TC11  | A3-Teror (Hitachi)                  | 11.49 km  | 16:35 | Gustavo Trelles                |
| Día 1 | TC12  | B3-Azuaje (Electrodomésticos Bosch) | 6.69 km   | 17:05 | Gustavo Trelles                |
| Día 1 | TC13  | C3-Moya (Granini)                   | 9.50 km   | 17:40 | Gustavo Trelles                |
| Día 1 | TC14  | D3-Fontanales (Relojes Racer)       | 15.03 km  | 18:45 | Enrico Bertone                 |
| Día 1 | TC15  | E3-Monte Gusano (J. S. P.)          | 13.80 km  | 19:25 | José Mari Ponce                |
| Día 2 | TC16  | F1-Las Breñas (Gafas Vogart)        | 30.00 km  | 07:45 | Gustavo Trelles                |
| Día 2 | TC17  | G1-Era del Cardón (Lita)            | 23.70 km  | 09:05 | Enrico Bertone                 |
| Día 2 | TC18  | H1-Fataga (Moet Chandon)            | 6.00 km   | 10:05 | Gustavo Trelles                |
| Día 2 | TC19  | I1-Maspalomas (Productos La Isleña) | 11.13 km  | 10:30 | Enrico Bertone                 |
| Día 2 | TC20  | J1-Gran Karting Club                | 1.60 km   | 11:05 | Enrico Bertone                 |
| Día 2 | TC21  | F2-Las Breñas (Gafas Vogart)        | 30.00 km  | 12:15 | Gustavo Trelles                |
| Día 2 | TC22  | G2-Era del Cardón (Lita)            | 23.70 km  | 13:35 | Gustavo Trelles                |
| Día 2 | TC23  | H2-Fataga (Moet Chandon)            | 6.00 km   | 15:15 | Enrico Bertone                 |
| Día 2 | TC24  | I2-Maspalomas (Productos La Isleña) | 11.13 km  | 15:40 | Enrico Bertone                 |
| Día 2 | TC25  | J2-Gran Karting Club                | 1.60 km   | 16:15 | Enrico Bertone                 |

## Clasificación final
| Pos. | Piloto           | Copiloto           | Automóvil                 | Tiempo       | Diferencia |
| ---- | ---------------- | ------------------ | ------------------------- | ------------ | ---------- |
| 1.   | Gustavo Trelles  | Jorge del Buono    | Lancia Delta HF Integrale | 3:22:54      | 0.0        |
| 2.   | Enrico Bertone   | Massimo Chiapponi  | Lancia Delta HF Integrale | 3:25:01 1:00 | +2:07      |
| 3.   | Gregorio Picar   | Andrés Castro      | Ford Escort RS Cosworth   | 3:30:41      | +7:47      |
| 4.   | Francisco Cima   | Jacinto Martínez   | Renault Clio 16V          | 3:32:47      | +9:53      |
| 5.   | Luis Climent     | José Antonio Muñoz | Opel Astra GSi 16V        | 3:32:58      | +10:04     |
| 6.   | Alister McRae    | Chris Patterson    | Ford Escort RS Cosworth   | 3:39:19      | +16:25     |
| 7.   | David Guixeras   | Carlos del Barrio  | Peugeot 309 GTI 16        | 3:47:10      | +24:16     |
| 8.   | Sergio Vallejo   | Diego Vallejo      | Peugeot 309 GTI 16        | 3:47:51      | +24:57     |
| 9.   | José Ángel Ojeda | Ángel Lorenzo      | Honda Civic               | 3:48:45      | +25:51     |
| 10.  | Trevor Cathers   | Gordon Noble       | Ford Escort RS Cosworth   | 3:48:55      | +26:01     |